# Parafia Nawiedzenia Najświętszej Maryi Panny w Lipnicy Wielkiej
Parafia Nawiedzenia Najświętszej Maryi Panny w Lipnicy Wielkiej – parafia rzymskokatolicka, znajdująca się w diecezji tarnowskiej, w dekanacie Bobowa.
Terytorium parafii obejmuje miejscowość Lipnicę Wielką.

## Historia parafii
13 września 1359 roku jest pierwszą znaną datą, od której rozpoczyna się historia parafii Nawiedzenia Najświętszej Maryi Panny w Lipnicy Wielkiej. Wtedy to król Kazimierz Wielki wydał we Wschowie (Wielkopolska) przywilej fundacyjny kościoła parafialnego pod wezwaniem Najświętszej Maryi Panny. W tamtych czasach ustanawiano i fundowano parafie tylko w znaczniejszych miejscowościach. Jan Długosz, opisując uposażenie biskupstwa krakowskiego, wzmiankuje o Lipnicy Wielkiej, że wioska ta posiadała w drugiej połowie XV wieku murowany kościół parafialny, którego kolatorem był miejscowy dziedzic Jakub Trzecieski herbu Strzemię. Do parafii należały wówczas okoliczne wsie: Lipnica, Bukowiec, Jasienna i Żebraczka.
W XVIII wieku w Lipnicy Wielkiej istniała już parafialna szkółka (łacińska), a miejscowy proboszcz sprawował nad nią opiekę i posiadał decydujący wpływ na mianowanie ówczesnych nauczycieli. Uczono w niej łaciny, katechizmu, a także ministrantury i śpiewu.

## Proboszczowie parafii
Lista proboszczów parafii jest niepełna.
Źródło:
| Proboszcz                 | Lata urzędowania |
| ------------------------- | ---------------- |
| ks. Tomasz Stuchnikiewicz | 1768–1811        |
| ks. Jan Waxmundzki        | 1811–1819        |
| ks. Józef Napiórkowski    | 1819–1853        |
| ks. Wojciech Towarnicki   | 1854–1866        |
| ks. Jan Maciąga           | 1866–1900        |
| ks. Józef Adamczyk        | 1901–1914        |
| ks. Jan Józef Gawroński   | 1915–1916        |
| ks. Zygmunt Jakus         | 1917–1932        |
| ks. Jan Pyzikiewicz       | 1935–1942        |
| ks. Franciszek Mazur      | 1942–1959        |
| ks. Józef Ciastoń         | 1959–1974        |
| ks. Jan Zając             | 1974–1976        |
| ks. Józef Zyzak           | 1976–1989        |
| ks. Albin Samborski       | 1989–2021        |
| ks. Zbigniew Stachura     | 2021–2022        |
| ks. Janusz Mąka           | od 2022          |